# Austromusotima camptozonale
Austromusotima camptozonale is een vlinder uit de familie van de grasmotten (Crambidae). De wetenschappelijke naam van de soort is voor het eerst gepubliceerd in 1897 door George Francis Hampson.
De spanwijdte bedraagt 18 millimeter.

## Verspreiding
De soort komt voor in Indonesië (Ambon), het eiland Fergusson, deel uitmakend van de D'Entrecasteaux-eilanden in Papoea-Nieuw-Guinea en Australië (Northern Territory en Queensland).

## Waardplanten
De rups leeft op Lygodium microphyllum, Lygodium japonicum en Lygodium palmatum (Schizaeaceae).